# Kuratowo
Kuratowo (ros. Куратово) – wieś (sieło) w Rosji, w Republice Komi, w rejonie sysolskim. W 2010 liczyła 313 mieszkańców.